# Johan Willem Quarles van Ufford

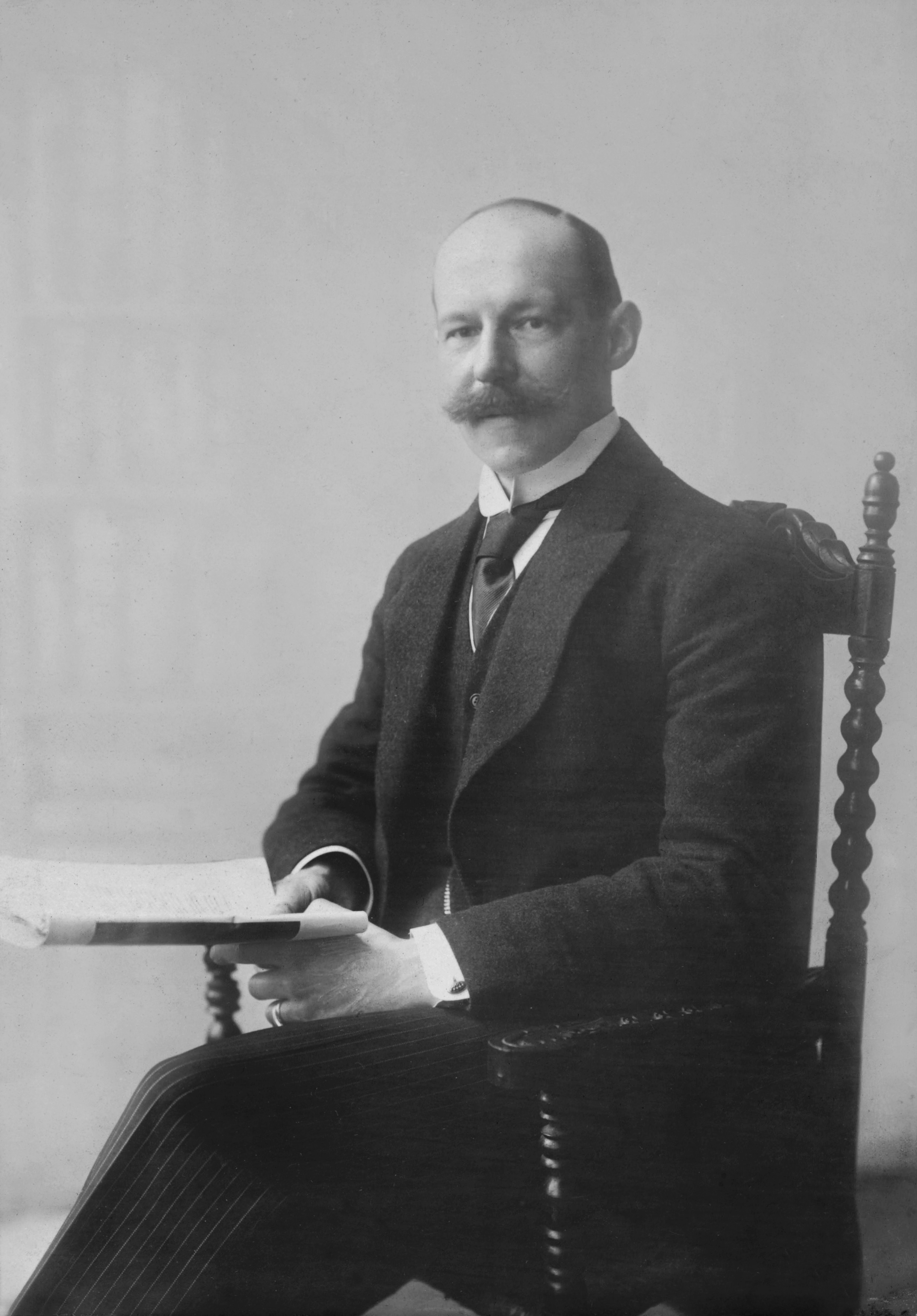
J.W. Quarles van Ufford
(Bild von Franz Ziegler)

Johan Willem Quarles van Ufford (* 7. April 1882 in Loosduinen; † 10. Dezember 1951 in Domburg) war ein zeeländischer Rechtsanwalt, der von 1921 bis 1940 und von 1944 bis 1948 Kommissar der Niederländischen Königin (Wilhelmina) war.
Quarles van Ufford war als Unterstützer der Niederländischen Exilregierung während des Zweiten Weltkrieges bekannt.

## Ehrungen
- Der 1949 im Zuid-Sloe errichtete „Quarlespolder“ wurde nach ihm benannt.
- Orden von Oranien-Nassau (1946)
- Orden Leopolds II.
- Kronenorden (Belgien)